# Tongolevu River
Tongolevu River är ett vattendrag i Fiji.   Det ligger i divisionen Norra divisionen, i den nordöstra delen av landet, 140 km norr om huvudstaden Suva.